# Питирим Тамбовски
Епископ Питирим (рођ. Прокопије; 27. фебруар [9. марта] 1645, Вјазма — 28. јул [7. август] 1698, Тамбов) — епископ Руске православне цркве, епископ тамбовски и козловски.
Канонизован од стране Руске православне цркве 1914. године као светитељ. Помен се врши 28. јула/10. августа у Сабору тамбовских светитеља, у недељу пре 28. јула у Сабору смоленских светитеља).

## Биографија
Рођен 27. фебруара 1645. (или 1644) у граду Вјазми (сада Смоленска област). Није поуздано познато ко су му били родитељи (на Тамбовској икони Богородице наводе се као духовни родитељи преподобномученица Евдокија и преподобни Алексије Божији човек).
Од раног детињства Прокопије је волео да посећује храм и учествовао је у црквеном читању и певању.
Једна од карактеристичних особина Прокопијевог детињства била је љубав према свом светитељу, преподобном Прокопију Декаполиту, на чији је спомендан рођен. Ова љубав остала је изражена у честим молитвеним обраћањима светитељу и у подражавању његових врлина. Никада ништа није радио без молитвеног обраћања светом Прокопију.
Прокопије је своје почетно образовање стекао у локалним школама. Поред уобичајене писмености, научио је иконопис и црквено појање. Касније је насликао копије Смоленских чудотворних икона поштованих у Вјазми.
Решивши да ће се у потпуности посветити Богу, ступио је у Вјаземски манастир Светог Јована Крститеља, који је основао монах Герасим Болдински. Овај манастир је био познат по строгости својих правила. У 21. години Прокопије је замонашен са именом Питирим.
Под руководством стараца подвижника, млади монах је вредно држао монашка правила; Непрестано се усавршавајући, уздизао се од подвига до подвига. Убрзо је Питирим рукоположен у чин јерођакона, а потом јеромонаха.
Убрзо га је братија манастира изабрала за игумана. Као игуман манастира, оправдао је поверење братије, свима је био љубазан, очински мудар вођа у њиховом духовном развоју. Штавише, он сам је увек био свима узор у вршењу монашких подвига. Као најдостојнији по висини свог подвижничког живота и мудром управљању манастиром, игуман Питирим је 30. јануара 1677. године уздигнут у чин архимандрита.
Високе врлине архимандрита Питирима привукле су пажњу највиших духовних власти. У то време, да би се уредила и довела у ред Тамбовска епархија, успостављена 1682. године, био је потребан епископ паметан, активан, одликован побожношћу и богоугодним животом. Избор патријарха Јоакима пао је на архимандрита Питирима, којег је познавао и ценио.
Архимандрит Питирим је 15. фебруара 1685. године посвећен за епископа тамбовског од стране патријарха Јоакима у Успенском саборном храму у Москви. Међутим, епископ Питирим није одмах отишао у Тамбов. Очигледно је неко време остао код патријарха. Док је био у Москви, епископ Питирим је проучавао ситуацију и потребе тамбовске епархије и развио план неопходних мера за јачање побожности у својој пастви и ширење хришћанства међу незнабошцима који су чинили већину становништва тог краја.
Тамбовска епархија је формирана 1682. године. Епархију су насељавали углавном пагани: Мордвини, Маријци, Мешчери. На територији епархије живели су и многи Татари, жестоки противници хришћанства, као и староверци. Међу становништвом било је много прогнаника из централне Русије и одбеглих злочинаца. Руско становништво се углавном састојало од козака и сељака који су плаћали порез, који су у то време почели да развијају тамбовску земљу. Црквени живот у епархији је био тром. Постојећи храмови су били веома сиромашни и недостајали су најпотребнијим. Чак је и храм био упечатљив по свом сиромаштву. И монашки живот у епархији је био у опадању. Манастира је било мало, и нису били добро опремљени.
Почетком 1686. године епископ Питирим одлази у Тамбов. На путу је свратио у Вороњеж на духовни разговор са светим Митрофаном Вороњешким. Свечани састанак у првом граду епархије, Козлову, осрамотио је смерног светитеља, па је ушао у Тамбов 1. марта са неколико монаха у пратњи њега и његовог келијера Василија пре изласка сунца, а само неколико побожних хришћана га је дочекало у цркви за јутарњу службу.
Епископу Питириму отворило се широко поље деловања у тамбовској епархији. Он је први приступио унапређењу нове епархије, пошто је његов претходник, епископ Леонтије, био у тамбовској епархији само годину дана и није имао времена да ништа учини.
Епископ Питирим је посебну пажњу посветио верском и моралном образовању своје пастве. Главне активности за постизање овог циља биле су изградња, обнова и унапређење цркава, припрема достојног свештенства, унапређење монашког живота и изградња манастира.
На месту дотрајале цркве брвнаре у Тамбову, епископ Питирим је почео да гради двоспратни камени саборни храм у част Преображења Господњег са капелом у име Светог Николе. Епископ Питирим није само пажљивали је надгледао градњу храма, па чак и сам учествовао у грађевинским радовима. Међутим, изградња храма није завршена за живота епископа Питирима.
За време епископије Питирима, број цркава у Тамбовској области достигао је 168. Овај број цркава, иако мали у поређењу са бројем цркава у другим епархијама, послужио је као доказ да је хришћанство постало доминантно у региону. Штавише, због сиромаштва епархије, епископ Питирим је стицао средства за изградњу цркава само о трошку добротвора и својих парохијана.
Свети Питирим је показао посебно пастирско старање о манастирима. На његову иницијативу подигнути су и нови манастири: женски манастир Вознесенскаја у Тамбову (1690), чија је игуманија била Света Питиримова сестра Катарина, и мушки Трегуљајевска (Тригуљајевска) манастир у име Крститеља Господњег Јована (1688). седам миља од Тамбова, у пустом подручју окруженом шумом.
Бринући се о уређењу цркава и манастира, епископ Питирим се трудио да и насељена места имају изглед хришћанских насеља. Тако је одмах по доласку у Тамбов, на капије тврђаве и у градским насељима у близини стражарских места, поставио распеће Христа Спаситеља и икону Богородице, коју је донео са собом. Оградивши град иконама, светитељ га је поверио на заштиту Господа и Богородице и побудио побожност у становницима. Копија чудотворне Смоленске иконе Богородице коју је донео свети Питирим, могуће лично израђена, постављена је у Преображенском саборном храму у Тамбову. Ова икона, као и Казанска икона коју је донео светитељ (такође вероватно сам насликао) и Иљинско-черниговска, која је касније добила назив Тамбовска, а икона Светог Николе постала је позната по својим чудима. Девпетерувска (Питиримовска) икона Богородице била је родитељски благослов светитељу, од ње се није растајао до краја живота и пре смрти је завештао катедрали.
Светитељ је извршио велики просветни рад са разним народностима које су насељавале Тамбовску област, преводећи их у православље. Поучавао је током својих путовања широм епархије, код куће, а посебно у цркви, коју је сматрао главним извором побожности. Епископ Питирим је поучавао верне и неверне, заблудјеле и сумњивце и давао упутства самом свештенству коме су биле потребне.
Владика је увек био на располагању онима који су му се обраћали за савет и помоћ. Непретенциозан у свакодневном животу, новац је трошио на цркве, манастире и потребе својих комшија. Старајући се о припреми достојних пастира, светитељ је за њих подигао посебну школу, а при архијерејском дому – духовну литературу
Епископ Питирим није пропустио ниједну службу. Такође је волео да врши света дела. Ако није служио, стајао је на певници и певао, учећи свештенство како се правилно чита и пева. Са посебном љубављу се односио према прогнанима, којима је подигао цркву у име Светог Јована Крститеља.
У 50. години живота епископ Питирим се тешко разболео и, осетивши телесну слабост, већ се спремао за одлазак у вечност. У том тренутку се обратио Богу са ватреном молитвом, тражећи од Њега не здравље и продужење живота, за које никада није био везан, већ за опроштење грехова и даривање вечног живота у Царству Небеском. Са дубоким смирењем обратио се свом непрестаном молитвенику, монаху Прокопију, са следећим речима молитве: „Пастиру и учитељу моме, пречасном оцу Прокопију, Господу Богу се помолимо за душу моју. И као одговор на овај дирљиви позив, монах се очигледно појавио пред епископом Питиримом молећи се Господу за њега следећим речима: „Бесмртни Боже! Хвалим те – јер је један Цар од свих, помилуј душу његову и удостоји га овога Царства Небеског!” Молитвом светитељевом јави се Спаситељ у облаку, држећи левом руком Јеванђеље, а десном благосиљајући из облака епископа који се моли. Чувар тајни епископа Питирима, који је увек био са њим, благочестиви старац Василије, испричао је о овом значајном догађају. После смрти Високопреосвећеног Питирима, овај феномен је забележен на икони постављеној изнад његовог гроба.
Овај чудесни догађај оживео је епископа Питирима, напустила га је тешка болест и поживео је још око три године.
У том периоду интензивно је почео да гради камени храм, али осећајући да су му дани већ одбројани и да неће моћи да доврши целу изградњу, уложио је све напоре да доврши изградњу и довршетак једне од капела храма, коју је сам освештао у славу Светог Николе. Светитељ је о свом трошку снабдео нову саборну цркву потребним прибором и одеждама. Он је завештао да се сахрани у овој капели.
Смрт епископа Питирима уследила је 28. јуна 1698. на дан прослављања чудотворне иконе Богородице Смоленске коју је посебно поштовао.

## Поштовање и канонизација
Почетком 19. века у тамбовском храму је покренута књига у којој су забележена чудесна исцељења из светитељевог гроба. Забележено је 260 чуда. Светом Питириму за исцељење обраћали су се не само православни хришћани, већ и неправославни. У ЕСБЕ (чланак „Тамбов”) је забележено: „Епископа Питирима (1685-1698) локално становништво поштује као светитеља и обожава га у свом гробу (у доњем спрату катедрале коју је саградио)”.
28. јула 1914. године, на захтев архиепископа тамбовског Кирила (Смирнова), одлуком Светог Синода, епископ Питирим је канонизован.
31. августа 2014. године на Саборном тргу у Тамбову откривен је споменик Епископу Питириму. Аутор пројекта је вајар Александар Рукавишников. Манифестација је темпирана на 100-годишњицу прослављања Светог Питирима као светитеља.